# Macrobrachium borellii
Macrobrachium borellii är en kräftdjursart som först beskrevs av Giuseppe Nobili 1896.  Macrobrachium borellii ingår i släktet Macrobrachium och familjen Palaemonidae. Inga underarter finns listade i Catalogue of Life.